# Verein für Bewegungsspiele Lübeck von 1919 1963-1964
Questa voce raccoglie le informazioni riguardanti il Verein für Bewegungsspiele Lübeck von 1919 nelle competizioni ufficiali della stagione 1963-1964.

## Stagione
Nella stagione 1963-1964 il Lubecca, allenato da Heinz Lucas, concluse il campionato di Regionalliga nord al 14º posto.

## Rosa
| N. |                     | Ruolo | Calciatore        |
| -- | ------------------- | ----- | ----------------- |
|    | Germania (bandiera) | D     | Jürgen Brinckmann |
|    | Germania (bandiera) | D     | Heinz Ladewig     |
|    | Germania (bandiera) | D     | Wilhelm Lindemann |
|    | Germania (bandiera) | D     | Rolf Meyer        |
|    | Germania (bandiera) | D     | Wolfgang Schröder |
|    | Germania (bandiera) | D     | Winfried Schülke  |
|    | Germania (bandiera) | D     | Klaus Thomes      |

| N. |                     | Ruolo | Calciatore       |
| -- | ------------------- | ----- | ---------------- |
|    | Germania (bandiera) | C     | Horst Hermann    |
|    | Germania (bandiera) | C     | Manfred Hofmann  |
|    | Germania (bandiera) | C     | Willi Pollert    |
|    | Germania (bandiera) | A     | Alfred Bornemann |
|    | Germania (bandiera) | A     | Harry Clasen     |
|    | Germania (bandiera) | A     | Gerd Gretzler    |
|    | Germania (bandiera) | A     | Helmut Schipper  |

## Organigramma societario
Area tecnica
- Allenatore: Heinz Lucas
- Allenatore in seconda:
- Preparatore dei portieri:
- Preparatori atletici:
- Analisi video:

## Calciomercato

### Sessione estiva
| Acquisti | Acquisti         | Acquisti      | Acquisti |
| R.       | Nome             | da            | Modalità |
| -------- | ---------------- | ------------- | -------- |
| A        | Alfred Bornemann | Holstein Kiel |          |
| C        | Willi Pollert    | Coblenza      |          |

| Cessioni | Cessioni | Cessioni | Cessioni |
| R.       | Nome     | a        | Modalità |
| -------- | -------- | -------- | -------- |

## Risultati

### Regionalliga

#### Girone di andata
| 11 agosto 1963 1ª giornata | Oldenburg | 3 – 2 | Lubecca |  |

| 18 agosto 1963 2ª giornata | Lubecca | 2 – 2 | Wolfsburg |  |

| 24 agosto 1963 3ª giornata | Victoria Amburgo | 2 – 4 | Lubecca |  |

| 1º settembre 1963 4ª giornata | Lubecca | 0 – 2 | Hannover 96 |  |

| 8 settembre 1963 5ª giornata | Bergedorf | 4 – 0 | Lubecca |  |

| 15 settembre 1963 6ª giornata | Concordia Amburgo | 0 – 2 | Lubecca |  |

| 21 settembre 1963 7ª giornata | Lubecca | 3 – 1 | Holstein Kiel |  |

| 6 ottobre 1963 8ª giornata | Altona 93 | 4 – 1 | Lubecca |  |

| 13 ottobre 1963 9ª giornata | Lubecca | 2 – 4 | Osnabrück |  |

| 20 ottobre 1963 10ª giornata | Bremerhaven | 3 – 0 | Lubecca |  |

| 27 ottobre 1963 11ª giornata | Lubecca | 3 – 0 | VfL Oldenburg |  |

| 3 novembre 1963 12ª giornata | Barmbek-Uhlenhorst | 2 – 1 | Lubecca |  |

| 17 novembre 1963 13ª giornata | Lubecca | 1 – 1 | Arminia Hannover |  |

| 24 novembre 1963 14ª giornata | Hildesheim | 1 – 1 | Lubecca |  |

| 1º dicembre 1963 15ª giornata | Lubecca | 1 – 3 | Friedrichsort |  |

| 29 dicembre 1963 16ª giornata | St. Pauli | 4 – 0 | Lubecca |  |

| 15 dicembre 1963 17ª giornata | Lubecca | 6 – 1 | Neumünster |  |

#### Girone di ritorno
| 5 gennaio 1964 18ª giornata | Friedrichsort | 7 – 3 | Lubecca |  |

| 12 gennaio 1964 19ª giornata | Lubecca | 1 – 2 | Hildesheim |  |

| 19 gennaio 1964 20ª giornata | Lubecca | 2 – 2 | St. Pauli |  |

| 26 aprile 1964 21ª giornata | Neumünster | 1 – 1 | Lubecca |  |

| 2 febbraio 1964 22ª giornata | Lubecca | 1 – 3 | Victoria Amburgo |  |

| 30 marzo 1964 23ª giornata | Hannover 96 | 7 – 0 | Lubecca |  |

| 16 febbraio 1964 24ª giornata | Lubecca | 4 – 2 | Bergedorf |  |

| 23 febbraio 1964 25ª giornata | Lubecca | 2 – 0 | Concordia Amburgo |  |

| 2 marzo 1964 26ª giornata | Holstein Kiel | 4 – 0 | Lubecca |  |

| 8 marzo 1964 27ª giornata | Lubecca | 2 – 1 | Altona 93 |  |

| 15 marzo 1964 28ª giornata | Osnabrück | 2 – 0 | Lubecca |  |

| 22 marzo 1964 29ª giornata | Lubecca | 1 – 0 | Bremerhaven |  |

| 5 aprile 1964 30ª giornata | VfL Oldenburg | 3 – 0 | Lubecca |  |

| 12 aprile 1964 31ª giornata | Lubecca | 4 – 1 | Barmbek-Uhlenhorst |  |

| 19 aprile 1964 32ª giornata | Arminia Hannover | 4 – 3 | Lubecca |  |

| 3 maggio 1964 33ª giornata | Lubecca | 6 – 0 | Oldenburg |  |

| 10 maggio 1964 34ª giornata | Wolfsburg | 2 – 0 | Lubecca |  |

## Statistiche

### Statistiche di squadra
| Competizione      | Punti | In casa | In casa | In casa | In casa | In casa | In casa | In trasferta | In trasferta | In trasferta | In trasferta | In trasferta | In trasferta | Totale | Totale | Totale | Totale | Totale | Totale | DR  |
| Competizione      | Punti | G       | V       | N       | P       | Gf      | Gs      | G            | V            | N            | P            | Gf           | Gs           | G      | V      | N      | P      | Gf     | Gs     | DR  |
| ----------------- | ----- | ------- | ------- | ------- | ------- | ------- | ------- | ------------ | ------------ | ------------ | ------------ | ------------ | ------------ | ------ | ------ | ------ | ------ | ------ | ------ | --- |
| Regionalliga nord | 27    | 17      | 9       | 3       | 5       | 41      | 25      | 17           | 2            | 2            | 13           | 18           | 53           | 34     | 11     | 5      | 18     | 59     | 78     | -19 |
| Totale            | 27    | 17      | 9       | 3       | 5       | 41      | 25      | 17           | 2            | 2            | 13           | 18           | 53           | 34     | 11     | 5      | 18     | 59     | 78     | -19 |

### Andamento in campionato
| Giornata  | 1  | 2  | 3 | 4  | 5  | 6  | 7  | 8  | 9  | 10 | 11 | 12 | 13 | 14 | 15 | 16 | 17 | 18 | 19 | 20 | 21 | 22 | 23 | 24 | 25 | 26 | 27 | 28 | 29 | 30 | 31 | 32 | 33 | 34 |
| --------- | -- | -- | - | -- | -- | -- | -- | -- | -- | -- | -- | -- | -- | -- | -- | -- | -- | -- | -- | -- | -- | -- | -- | -- | -- | -- | -- | -- | -- | -- | -- | -- | -- | -- |
| Luogo     | T  | C  | T | C  | T  | T  | C  | T  | C  | T  | C  | T  | C  | T  | C  | T  | C  | T  | C  | C  | T  | C  | T  | C  | C  | T  | C  | T  | C  | T  | C  | T  | C  | T  |
| Risultato | P  | N  | V | P  | P  | V  | V  | P  | P  | P  | V  | P  | N  | N  | P  | P  | V  | P  | P  | N  | N  | P  | P  | V  | V  | P  | V  | P  | V  | P  | V  | P  | V  | P  |
| Posizione | 12 | 13 | 9 | 13 | 14 | 11 | 11 | 11 | 13 | 16 | 14 | 15 | 15 | 14 | 15 | 16 | 14 | 16 | 17 | 15 | 15 | 16 | 17 | 15 | 15 | 15 | 14 | 14 | 13 | 14 | 13 | 14 | 13 | 14 |

Legenda:

Luogo: C = Casa; T = Trasferta. Risultato: V = Vittoria; N = Pareggio; P = Sconfitta.